# Just Because Of You
Just Because Of You este o melodie a trupei germano-americane US5. A fost lansat în 14 octombrie 2005. A fost scris de Dashiel Andrews, MM Dollar, Mike Michaels, Sammy Naja și Jay "TK-Roxx" Khan pentru albumul lor de studio de debut Here We Go (2005), în timp ce producția a fost condusă de Dollar, Michaels și Naja. Piesa a ajuns în top 5 în Austria și Germania. 
Videoclipul piesei a fost filmat in Romania si Bucuresti in septembrie 2005. Oliver Sommer a fost director.